# Egyedi monostor
Egyedi monostor, vagy Egyedi Mindszent apátság Bihar vármegyében a mai Diószeg mellett terült el.  Ma itt Egyedmajor áll, melynek helyén egykor Egged-Monostora nevű község állt. Itt állt a Gutkeled nemzetség egyik ágának Mindenszentek tiszteletére alapított monostora is.
A tatárjárás előtt, valószínűleg a Guthkeled nemzetség tagjai alapították, akik Egged birtokában voltak, a tatárjárás előtti időkben is.
Nevét 1214-ben már a Váradi regestrum is említette, és mint monostor 1275 és 1325 között több oklevélben, és a pápai tizedjegyzékben is említve volt  egyedi monostor, egyedi Mindenszentek monostora néven.
1270-ben Egged néven említették, ekkor a monostor birtokába tartoztak Sárfő, Kágya és Péteri helységek is.
1275-ben Péter, a kegyúri család tagja, a monostort megrohanta és az épület köveit Diószegre vitette.
1278-ban a monostor kegyurai közül Drug fiai, a rokonokkal közös monostort elfoglalták, a szerzeteseket elűzték,  belőle várat akartak építeni. A püspök azonban jelentette IV. László királynak, hogy Drug fia Péter a klastromot leromboltatta, és köveiből a közeli Diószegen tornyot épít. Később, 1287-ben ismét próbálkoztak a monostorban  várépítéssel a királyi parancs ellenére.
1316-ban Kopasz nádor megostromolta a várrá alakított monostort, azonban azt Drug unokái megvédelmezték, de 1321-ben az egyedi monostor apátja Péter a monostor ostromának viszonzásaként elpusztította Kágya falut.
1332-1337 között neve még szerepelt a pápai tizedjegyzékben; János nevű apátja ekkor évi 25 garas pápai tizedet fizetett.
1342-ben pedig Jordán apátot említették a földesurai között. A monostort 1374-ben említették utoljára, neve a későbbiekben nem fordult elő az okiratokban.
Egyedmonostorán a 16. század végén, a Marjai családnak is volt birtokrésze, 27 család lakott ekkor a községben, a 16. század közepén az albisi Zólyomiak és a Forgáchok voltak itt birtokosak, ekkor 77 család élt itt.
Az egyedi monostor birtokai közé tartozott többek között: A Bihar vármegyében fekvő ma Jankafalva néven ismert Janka (Ivánka) nevű falu, Negyven-Szil mára már elpusztult falu is, valamint a Bereg vármegyében fekvő, ma Tiszaszalka határához tartozó Bag is, amely ma már csak pusztaként szerepel.